# Площад „Цар Крум“
Площад „Цар Крум“ е голям площад в центъра на град Пловдив, съществувал до прокарването на тунела под Трихълмието.

## Разположение
Площад „Цар Крум“ е бил в зоната на север и североизток от Централна поща, където днес са булевард „Цар Борис III Обединител“ и Тунелът. Северно от днешната сграда на пощата е минавала улица „Мария Луиза“ – продължението на днешния булевард със същото име. Улица „Граф Игнатиев“ е идвала от Сточна гара и е продължавала по права линия до кръстовището с „Мария Луиза“, което днес се пада приблизително около спирката до Понеделник пазар. Около това пространство – приблизително уширението на североизток от пощата, над подлеза на ул. „Гладстон“ се е образувал площад „Цар Крум“. На север площадът е бил свързван с улици, водещи към Стария град. Една от тях е била улица „Отец Паисий“.

## История
В началото на XIX в. на мястото на площада е бил градският говедарник – поляна, на която събират говедата, за да ги изведат на паша. След това става пазарище. На 10 януари 1927 г. вестник „Пловдивски общински вести“ публикува статия, в което се съобщава, че пловдивският общински съвет е взел решение да премести пазара от площад „Цар Крум“ на площада пред църквата „Света Петка“ в „Новата махала“. 
През 1920-те и 1930-те години на площада разпъват палатки гастролиращи в Пловдив циркове. Още от 1906 г. в Пловдив се събират пари за паметник на Гюро Михайлов. Идеята е подкрепена през 1930-те години от дългогодишния кмет на града Божидар Здравков, както и офицерите в града. Паметникът на Гюро Михайлов и неговите другари е изработен от авторски колектив начело с Никола Кожухаров и е тържествено открит на площада на 27 ноември 1938 г. Паметникът представлява композиция, в която Гюро Михайлов е представен в цял ръст, застанал на пост си, а около него са бойните му другари, които страдат от разразилия се пожар, но подкрепят своя събрат. Бронзовата композиция е поставена върху каменен саркофаг, които съхранява тленните останки на героите. Паметник, става място за преклонение към хората, пожертвали живота си в името на народ и Родина и с ясното съзнание, че дългът, честта и верността стоят над всичко.
През 50-те години на XX век е прокопан тунелът в Пловдив, с което улица „Граф Игнатиев“ се продължава през площада, през тунела на север зад тепетата. По същото време се изграждат новата сграда на пощата и хотел „Тримонциум“, с което се формира новият централен площад и площад „Цар Крум“ загубва своята функция. През 1962 г. паметникът на Гюро Михайлов е демонтиран и пренесен първоначално в казармата на 9-и Пловдивски полк, а по-късно – в поделението на Строителни войски.
През 1980-те години е изграден транспортен подлез на кръстовището на булевард „Княгиня Мария-Луиза“ с булевард „Цар Борис III Обединител“ в пространството на бившия площад. При изграждане на подлеза под площада са намерени останките на Римски форум, Oдеон и Филипополска голяма базилика.